# Aromobates mayorgai
Aromobates mayorgai е вид жаба от семейство Aromobatidae. Видът е застрашен от изчезване.

## Разпространение
Разпространен е във Венецуела.